# Rdest tupolistý
Rdest tupolistý (Potamogeton obtusifolius) je druh jednoděložných rostlin z čeledi rdestovité (Potamogetonaceae).

## Popis
Jedná se vodní rostlinu s jednoletou lodyhou, bez oddenku, přezimuje pomocí turionů. Patří mezi tzv. úzkolisté rdesty. Lodyha je asi 160 cm dlouhá, slabě smáčklá. Listy jsou jednoduché, jen ponořené, přisedlé, střídavé, čepele jsou čárkovité, 4,8–9 cm dlouhé a 2,5–3,5 mm široké, na vrcholu tupé až zaokrouhlené s kratičkým hrotem, jsou trojžilné (vzácně pětižilné), postranní žilky jsou velmi tenké. Listy mají často načervenalý nádech. Palisty jsou vyvinuty, na straně odvrácené od listu nejsou srostlé a jsou rozeklané až k bázi, jsou asi 0,8–2,2 mm dlouhé. Jedná se o jednodomou rostlinu s oboupohlavnými květy. Květy jsou v květenstvích, v téměř kulovitých až válcovitých klasech, obsahují jen 3 (vzácně 2 nebo 4) přesleny květů a jsou na vrcholu asi 0,5–2 (vzácně až 2,9) cm dlouhé stopky. Okvětí není rozlišeno na kalich a korunu, skládá se ze 4 okvětních lístků, většinou nenápadných, hnědavých, někteří autoři je však považují za přívěsky tyčinek. Tyčinky jsou 4, srostlé s okvětím. Gyneceum je apokarpní, složené ze 4 (vzácně 3 nebo 5) plodolistů. Semeník je svrchní. Plodem je nažka, na vrcholu s krátkým zobánkem.

## Rozšíření ve světě
Rdest tupolistý roste hlavně v Evropě, roztroušeně se vyskytuje i v západní Asii a na Sibiři, zasahuje i do Severní Ameriky.

## Rozšíření v Česku
V ČR je to poměrně vzácný druh, ale nepatří mezi kriticky ohrožené. Roste v rybnících a mrtvých říčních ramenech od nížin po pahorkatiny. V minulosti byl hojnější, ale ustoupil díky intenzívnímu chovu ryb (kapro-kachní rybníky) a znečištění vod. Větišina lokalit se nachází v Čechách a ve Slezsku (Ostravsko, Opavsko), na Moravě byl i v minulosti velice vzácným druhem.